# 기적의 시작/SHODO
《기적의 시작/SHODO》(キセキのはじまり／SHδDδ)는 V6의 19번째의 싱글이다.

## 수록곡
1. キセキのはじまり
  - 작사：쿠로스 치히로, 작곡：키쿠치 카즈히토, 편곡：CHOKKAKU
  - V6 출연 버라이어티 후지TV계열 《VivaVivaV6》 주제곡
2. SHδDδ / Coming Century
  - 작사/작곡/편곡：야키자키 아유미
  - Coming Century 출연 버라이어티 TBS계열 《미미센!》주제곡
3. キセキのはじまり(カラオケ)
4. SHδDδ(カラオケ)